# Maxilly-sur-Léman
Maxilly-sur-Léman és un municipi francès situat al departament de l'Alta Savoia i a la regió d'Alvèrnia-Roine-Alps. L'any 2007 tenia 1.220 habitants.

## Demografia

### Població
El 2007 la població de fet de Maxilly-sur-Léman era de 1.220 persones. Hi havia 473 famílies de les quals 109 eren unipersonals (31 homes vivint sols i 78 dones vivint soles), 145 parelles sense fills, 192 parelles amb fills i 27 famílies monoparentals amb fills.
La població ha evolucionat segons el següent gràfic:
Habitants censats

### Habitatges
El 2007 hi havia 693 habitatges, 476 eren l'habitatge principal de la família, 168 eren segones residències i 49 estaven desocupats. 524 eren cases i 164 eren apartaments. Dels 476 habitatges principals, 385 estaven ocupats pels seus propietaris, 78 estaven llogats i ocupats pels llogaters i 13 estaven cedits a títol gratuït; 4 tenien una cambra, 24 en tenien dues, 75 en tenien tres, 116 en tenien quatre i 257 en tenien cinc o més. 423 habitatges disposaven pel capbaix d'una plaça de pàrquing. A 182 habitatges hi havia un automòbil i a 258 n'hi havia dos o més.

### Piràmide de població
La piràmide de població per edats i sexe el 2009 era:
| Homes | Edats   | Dones |
| ----- | ------- | ----- |
| 0     | 95 o +  | 0     |
| 8     | 90 a 94 | 0     |
| 8     | 85 a 89 | 4     |
| 4     | 80 a 84 | 12    |
| 20    | 75 a 79 | 20    |
| 16    | 70 a 74 | 16    |
| 8     | 65 a 69 | 32    |
| 40    | 60 a 64 | 28    |
| 40    | 55 a 59 | 24    |
| 24    | 50 a 54 | 40    |
| 24    | 45 a 49 | 44    |
| 48    | 40 a 44 | 28    |
| 44    | 35 a 39 | 48    |
| 36    | 30 a 34 | 32    |
| 32    | 25 a 29 | 20    |
| 32    | 20 a 24 | 32    |
| 20    | 15 a 19 | 28    |
| 64    | 10 a 14 | 24    |
| 24    | 5 a 9   | 52    |
| 12    | 0 a 4   | 32    |

## Economia
El 2007 la població en edat de treballar era de 794 persones, 604 eren actives i 190 eren inactives. De les 604 persones actives 561 estaven ocupades (310 homes i 251 dones) i 44 estaven aturades (19 homes i 25 dones). De les 190 persones inactives 61 estaven jubilades, 74 estaven estudiant i 55 estaven classificades com a «altres inactius».

### Ingressos
El 2009 a Maxilly-sur-Léman hi havia 494 unitats fiscals que integraven 1.256 persones, la mediana anual d'ingressos fiscals per persona era de 23.022,5 €.

### Activitats econòmiques
Dels 44 establiments que hi havia el 2007, 2 eren d'empreses alimentàries, 1 d'una empresa de fabricació de material elèctric, 2 d'empreses de fabricació d'altres productes industrials, 10 d'empreses de construcció, 5 d'empreses de comerç i reparació d'automòbils, 1 d'una empresa de transport, 3 d'empreses d'hostatgeria i restauració, 1 d'una empresa d'informació i comunicació, 6 d'empreses immobiliàries, 5 d'empreses de serveis, 4 d'entitats de l'administració pública i 4 d'empreses classificades com a «altres activitats de serveis».
Dels 14 establiments de servei als particulars que hi havia el 2009, 2 eren tallers de reparació d'automòbils i de material agrícola, 2 paletes, 2 fusteries, 1 lampisteria, 2 electricistes, 1 empresa de construcció, 1 perruqueria, 2 restaurants i 1 agència immobiliària.
Dels 5 establiments comercials que hi havia el 2009, 2 eren botiges de menys de 120 m², 2 fleques i 1 una fleca.
L'any 2000 a Maxilly-sur-Léman hi havia 5 explotacions agrícoles.

## Equipaments sanitaris i escolars
L'únic equipament sanitari que hi havia el 2009 era una ambulància.
El 2009 hi havia 1 escola maternal i 1 escola elemental.

## Poblacions més properes
El següent diagrama mostra les poblacions més properes.